# Silvia Adriana Davini
Silvia Adriana Davini (Buenos Aires, 29 de septiembre de 1957 - 10 de agosto de 2011) fue una actriz, directora e investigadora teatral argentina. Doctora en Teatro por la Universidad de Londres y profesora de la Universidad de Brasilia durante 20 años, tenía diversos posgrados en Arte de Brasil. Su producción artística y conceptual, situada entre la música y el teatro, confluyó en la búsqueda de nuevos estilos de actuación a partir de la voz y la palabra en su interacción con las nuevas tecnologías.
Davini comenzó su carrera en uno de los teatros de ópera más importantes del mundo, el Teatro Colón como cantante de ópera. Llegó a Universidad de Brasilia en 1991 para enseñar técnicas de voz. En los 20 años de la universidad, Silvia se ganó la simpatía de los estudiantes y colegas.
A principios de 2008 publicó Cartografías de la voz en el teatro contemporáneo, resultado de una investigación para su tesis de doctorado. En este libro, que ganó el IX Premio Teatro del Mundo, trazó líneas entre actores y directores que trabajan en el circuito oficial y en el alternativo, con el objetivo de bosquejar un mapa de la producción teatral porteña. En la Introducción explica que eligió Buenos Aires como escenario de su estudio debido a la enorme oferta de espectáculos que tiene la ciudad y a su "tradición en el campo de la formación de actores entre los países de habla castellana".
En 2010 Silvia dirigió la pieza Naufrágio, en el Teatro Helena Barcelos. La pieza unía textos de Fernando Pessoa y William Shakespeare para tratar la frontera entre sueño y realidad. Murió víctima de un cáncer.